# Кори, Сьюзан
Сьюзан Кори (англ. Suzanne Cory; род. 11 марта 1942 года) — австралийский биолог. Президент Австралийской Академии наук (2010−2014, член с 1986), член Лондонского королевского общества (1992), иностранный член НАН США (1997) и Французской академии наук (2002).

## Биография
С 1996 года  по 30 июня 2009 года была директором Института Медицинских Исследований Уолтера и Элизы Холл (WEHI). В настоящее время преподаватель в Институте молекулярной генетики в подразделении онкологии.
7 мая 2010 года была избрана президентом Австралийской Академии наук и стала первой женщиной во главе академии.
Член Папской академии наук (2004), EMBO (2007), Академии Американской ассоциации исследований рака (2013).
Занималась исследованиями генетики иммунной системы и рака и лоббировала инвестиции своей страны в науку. Защитила докторскую диссертацию.
Замужем за своим коллегой, учёным Джерри Адамсом, также работающим в WEHI.

## Признание и награды
- Медаль Фрэнка Макфарлейна Бёрнета[англ.] Австралийской АН (1997)
- Charles S. Mott Prize[англ.] (1998)
- Премия Австралии[англ.], присуждаемая австралийцам за особый вклад в достижения Австралии или всего человечества, в 1998 году
- Премия Чарльза Мотта[англ.] в 1998 году
- Премия Л’Ореаль — ЮНЕСКО «Для женщин в науке» в 2001 году
- Королевская медаль от Королевского общества в 2002 году
- В 2009 году награждена премией Перл Майстер Грингард[англ.]
- В 2011 году награждена медалью Колина Томпсона Международной Ассоциацией Исследований Рака[англ.][1]
- Boyer Lecture[англ.] (2014)

Кавалер ордена Почётного легиона (2009).
В 2011 году в её честь была названа средняя школа в Werribee (Suzanne Cory High School), в которую принимают только избранных учеников.